# Ezequiel Mosquera

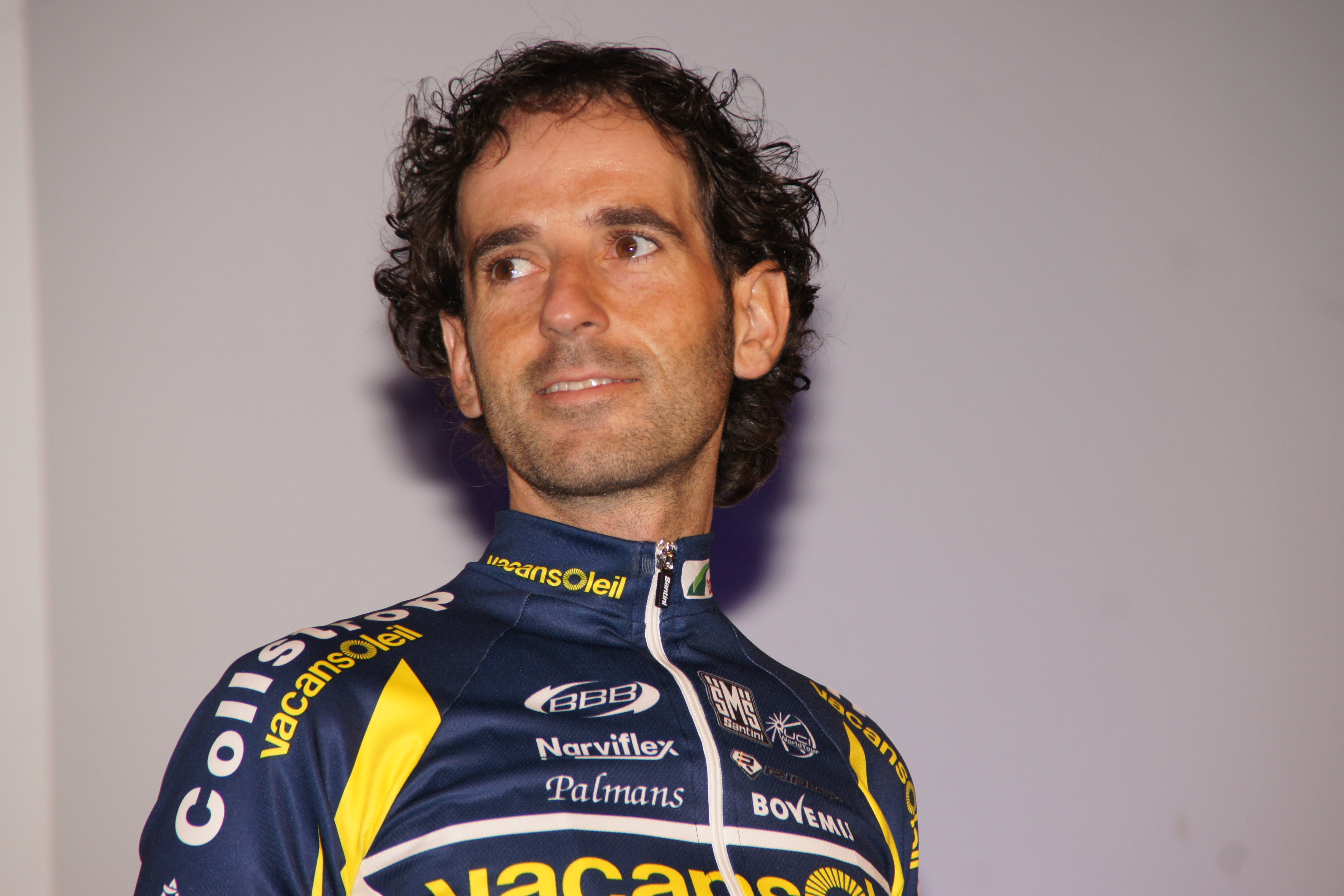
Ezequiel Mosquera (2011)

Ezequiel Mosquera Miguez (* 19. November 1975 in Cacherias-Teo) ist ein ehemaliger spanischer Radrennfahrer.

## Karriere
Ezequiel Mosquera begann seine Karriere 1999 bei dem portugiesischen Radsportteam Paredes Rota dos Moveis. Dort gewann er auf Anhieb eine Etappe der Vuelta a Tierras de Santa María. In seinem letzten Jahr dort gewann er noch den Klasika Primavera, bevor er 2003 zu Cantanhede wechselte. Nach einem weiteren Jahr bei Carvalhelhos-Boavista fuhr er 2005 zu bei Kaiku, wo er eine Etappe der Vuelta a La Rioja für sich entscheiden konnte. Ein Jahr später wechselte Mosquera zum spanischen Professional Continental Team Comunidad Valenciana, welches allerdings nach den Dopingvorfällen um Fuentes aufgelöst wurde. 2007 bis 2010 fuhr er für Karpin-Galicia, welches seit 2009 Xacobeo Galicia hieß. Es gelangen ihm für diese Mannschaft in den Jahren 2007–2009 dreimal Platzierungen unter den ersten Fünfen der Vuelta a España. Ein Etappensieg bei der dreiwöchigen Rundfahrt gelang ihm dabei allerdings nie.
Seinen scheinbar größten Erfolg feierte er bei der Vuelta a España 2010. Auf der vorletzten Etappe, der Bergankunft auf dem steilen und 22 Kilometer langen Bola del Mundo, attackierte Mosquera knapp vier Kilometer vor dem Gipfel den Führenden der Gesamtwertung, Vincenzo Nibali, hinter dem er 50 Sekunden in der Gesamtwertung zurücklag. Der als Bergspezialist bekannte Mosquera konnte alle Verfolger bis auf Nibali distanzieren, und den Zielstrich als Erster passieren und die Rundfahrt als Zweiter der Gesamtwertung beenden. Am 30. September 2010 wurde allerdings bekannt, dass Mosquera neben seinem Teamkollegen David García bei diesem Rennen positiv auf das Dopingmittel HES getestet wurde. HES ist ein Blutplasmaexpander, der zwar nicht leistungssteigernd ist, jedoch geeignet ist, andere Dopingsubstanzen zu maskieren. Nachdem er vom spanischen Radsportverband für die Zeit vom 16. November 2011 bis 15. November 2013 gesperrt wurde und alle seine Ergebnisse seit dem 12. September 2010 gestrichen wurden, löste seine neue Mannschaft, das UCI ProTeam Vacansoleil-DCM, gegen Jahresende 2011 den Vertrag formell, nachdem er für das Team während des Jahres 2011 aufgrund des Verfahrens nicht eingesetzt wurde. Seitdem ist Mosquera nicht mehr als Fahrer im internationalen Radsport aktiv. Anfang 2015 wurde bekannt, dass ein spanisches Zivilgericht die Sperre aufhob.

## Erfolge
2002
Klasika Primavera
2005
eine Etappe Vuelta a La Rioja
2008
Clásica Alcobendas und eine Etappe
2009
eine Etappe Burgos-Rundfahrt

## Grand Tours-Platzierungen
| Grand Tour            | 2007 | 2008 | 2009 | 2010 | 2011 |
| --------------------- | ---- | ---- | ---- | ---- | ---- |
| Giro d’ItaliaGiro     | −    | −    | −    | −    | −    |
| Tour de FranceTour    | −    | −    | −    | −    | −    |
| Vuelta a EspañaVuelta | 5    | 4    | 5    | 2    | −    |

## Teams
- 1999–2002 Paredes Rota dos Moveis
- 2003 Cantanhede
- 2004 Carvalhelhos-Boavista
- 2005 Kaiku
- 2006 Comunidad Valenciana
- 2007–2010 Karpin-Galicia bzw. Xacobeo Galicia
- 2011 Vacansoleil-DCM